# Fernmeldeturm Savièse
Der Fernmeldeturm Savièse ist ein 1991 errichteter, 46 Meter hoher Turm für Richtfunkübertragung in der Walliser Gemeinde Savièse. Bis 2005 wurde dieser Turm auch als Mittelwellensender für Rundfunkübertragungen verwendet; ein für ein derartiges Bauwerk ungewöhnlicher Verwendungszweck. Hierzu trug der Turm eine Langdrahtantenne, über die auf der Gemeinschaftswelle 1485 kHz das Programm des Landessenders Sottens abgestrahlt wurde.
Daneben diente die Sendeanlage als Füllsender für analoges Fernsehen. Von hier wurden bis zur DVB-T-Umstellung die folgenden Programme abgestrahlt:
| Kanal | Frequenz (MHz) | Programm | ERP (kW) | Sendediagramm rund (ND)/ gerichtet (D) | Polarisation horizontal (H)/ vertikal (V) |
| ----- | -------------- | -------- | -------- | -------------------------------------- | ----------------------------------------- |
| 12    | 224,25         | TSR 1    | 0,036    | D                                      | H                                         |
| 36    | 591,25         | SF zwei  | 0,59     | D                                      | H                                         |
| 50    | 703,25         | SF 1     | 0,955    | D                                      | H                                         |
| 53    | 727,25         | TSI 1    | 0,98     | D                                      | H                                         |
| 63    | 807,25         | TSR 2    | 0,698    | D                                      | H                                         |